# Мерсерсвілл (Меріленд)
Мерсерсвілл (англ. Mercersville) — переписна місцевість (CDP) в США, в окрузі Вашингтон штату Меріленд. Населення — 91 особа (2020).

## Географія
Мерсерсвілл розташований за координатами 39°29′57″ пн. ш. 77°45′57″ зх. д. / 39.49917° пн. ш. 77.76583° зх. д. (39.499210, -77.765825).  За даними Бюро перепису населення США в 2010 році переписна місцевість мала площу 0,84 км², уся площа — суходіл.

## Демографія
Згідно з переписом 2010 року, у переписній місцевості мешкало 130 осіб у 56 домогосподарствах у складі 35 родин. Густота населення становила 156 осіб/км².  Було 66 помешкань (79/км²).
Расовий склад населення:
| - 89,2 % — білих - 4,6 % — чорних або афроамериканців |

До двох чи більше рас належало 6,2 %. Частка іспаномовних становила 0,8 % від усіх жителів.
За віковим діапазоном населення розподілялося таким чином: 23,8 % — особи молодші 18 років, 67,7 % — особи у віці 18—64 років, 8,5 % — особи у віці 65 років та старші. Медіана віку мешканця становила 43,0 року. На 100 осіб жіночої статі у переписній місцевості припадало 91,2 чоловіків;  на 100 жінок у віці від 18 років та старших — 94,1 чоловіків також старших 18 років.
Цивільне працевлаштоване населення становило 24 особи. Основні галузі зайнятості: виробництво — 79,2 %, роздрібна торгівля — 20,8 %.